# 一岡義典
一岡 義典（いちおか よしのり、1956年8月17日 - ）は、大阪府出身のプロゴルファー。

## 来歴
上宮高校出身。
17歳からゴルフを始め、1981年にプロ入りする。
1983年の兵庫県オープンでは寺本一郎・川上実に次ぐと同時に奥寛・十亀賢二・金山和雄を抑えての3位、1986年のハワイパールオープンでは前田新作・芹澤信雄・重信秀人、デビッド・イシイ（アメリカ）と並んでの5位タイに入った。
1990年の兵庫県オープンでは初日に69をマークして藤池昇・森本俊治と並んでの6位タイでスタートし、最終日には藤池と共に桧垣繁正・奥田靖己と並んでの4位タイに入った。
1990年の日本プロで加瀬秀樹・倉本昌弘・藤木三郎・水巻善典に次ぐ5位、1992年には水戸グリーンオープンで3位、1996年には日経カップ 中村寅吉メモリアルでは6位に入った。
2001年の日本オープンを最後にレギュラーツアーから引退。